# Sân vận động Yodoko Sakura
Nagai Ball Game Field (長居球技場), có tên gọi là Sân vận động Yodoko Sakura (ヨドコウ桜スタジアム) trong các trận đấu J. League của bóng đá, các trận đấu Top League của bóng bầu dục và các trận đấu X-League của bóng bầu dục Mỹ từ năm 2021, là một sân vận động bóng đá và bóng bầu dục liên hiệp nằm ở Nagai Park, Higashisumiyoshi-ku, Ōsaka, Nhật Bản. Sân vận động có sức chứa 25.000 chỗ ngồi. Đây là sân vận động thứ ba trong Khu liên hợp Nagai, cùng với Sân vận động Nagai và Sân vận động Nagai Aid.